# صقر غابات باكلي
صقر غابات باكلي (الاسم العلمي: Micrastur buckleyi) هو نوع من فصيلة صقريات.